# Дом-музей Орифа Гульхани
Дом-музей Ори́фа Гу́льхани́ —  находится в городе Самарканд (Узбекистан). Посвящён жизни и творчеству известного таджикского и узбекского поэта и мыслителя — Орифа Гульхани, который прожил в этом доме почти всю свою жизнь.

## Биография Орифа Гульхани
Ориф Гульхани родился в 1879 году в Самарканде, в образованной семье. Закончил самаркандское медресе, а позднее получил высшее религиозное и светское образование в Бухаре. После окончания учёбы в Бухаре, вернулся в Самарканд и начал работать мударрисом в медресе «Мадрасаи нав». Во время работы в медресе, увлекался изучением творчества Алишера Навои и Бедиля, в это время начал писать стихи под псевдонимом Гульхани, что в переводе с персидского и таджикского языков означает пламенный.
В Самарканде он знакомится с Мукими, Фуркатом, Васли, Писанди и Садриддином Айни, которые сильно повлияли на его творческую жизнь. Благодаря творчеству Гульхани, в Самарканде появляются и другие поэты, наиболее известные среди которых Мирза Акрами Фикри, Туграл, Абдулазиз Абдурасулов и другие. Вместе с ними, Гульхани организовывал творческие встречи для студентов самаркандских медресе и местных поэтов, ценителей поэзии. Благодаря таким встречам, которые впоследствии стали традиционными, появляются такие поэты как Саид Назар, Назармат, Уткир Рашид, Раъно Узакова, Вохид Абдуллаев, Душан Файзи и другие.
Творчество Гульхани было общественно признано в 1980 году, по инициативе известного советского государственного деятеля и поэта, последователя Гульхани — Шарафа Рашидова. В том году был отпразднован 100-летний юбилей Гульхани.

## Дом-музей
В течение многих лет собирались рукописи и материалы для дома-музея. В 1993 году был открыт дом-музей Орифа Гульхани, а улица где находится данный дом-музей, была названа в его честь. Позднее в музее была проведена реставрация, и музей взят под защитой государства.
При входе в музей, справа находится комната, где поэт занимался творчеством. В доме-музее сохранены комнаты где он жил, представлены около 300 личных рукописей Гульхани, 145 его произведений, очерков, более 2500 экспонатов, состоящих из предметов обихода конца веков, рукописей и книг, фотографий, личных вещей Гульхани и многое другое. В музее в том числе представлены книги по истории, религии, каллиграфии, собрания журнала «Ойна» (1914 год), диваны Хафиза, Бедиля, оригинальная книга Бартольда «Об орошении Туркестанских земель», собраны сборники стихов Фурката, Мукими, Умархона, Завки и других поэтов, книги «Алифбе», сонник на арабском языке и другие произведения. Среди примечательных экспонатов является бешик (колыбель) в котором выросли дети и внуки поэта, раритетный алюминиевый пюпитр, посуда XIX век, глиняные кувшины, чилим (кальян), одежда поэта. Во дворе дома-музея возведён большой сад, где растут фруктовые деревья и цветы.